# Georges Leduc
Pour les articles homonymes, voir Leduc et Georges Leduc (homonymie).
Georges Leduc est un comédien québécois ayant travaillé essentiellement sur les scènes des théâtres burlesques mais aussi à la télévision et au cinéma. Il est né en 1917 et mort à Montréal en 1978.     
Il a commencé sa carrière avec Rose Ouellette au Théâtre National de Montréal. 

## Cinéma et télévision
- 1959-1961 : En haut de la pente douce (TV)
- 1975 : Gina (film)
- 1978 : Duplessis (TV)